# Юрома (село)
Юрома — село в Лешуконском районе Архангельской области. Является административным центром Юромского сельского поселения (муниципальное образование «Юромское») и единственным населённым пунктом в его составе — со статусом села. Также занимает первое место в сельском поселении по численности населения.
Юрома (Великодворская) упоминается в «Подлинной писцовой книге погостов, сёл и деревень в государевых чёрных волостях Кевроля и Мезени» 1623 года. В 1905 году деревня Великодворская была центром Юромской волости Мезенского уезда Архангельской губернии.

## Географическое положение
Село расположено на правом берегу реки Мезень, рядом с устьем её правого притока, реки Юрома. В радиусе 2 км расположены ещё три населённых пункта Юромского сельского поселения: деревня Некрасово, деревня Защелье и деревня Бугава. Расстояние до административного центра района, села Лешуконское, составляет 29 км.

## Население
| 2002 | 2010 | 2012 |
| ---- | ---- | ---- |
| 238  | ↘161 | ↗198 |

| Население                            | на 1 января 2010 года |
| ------------------------------------ | --------------------- |
| В возрасте до 16 лет                 | 19                    |
| Трудовые ресурсы (из них работающих) | 74 (60)               |
| Пенсионеры                           | 77                    |
| Всего                                | 191                   |
| Прибыло / выбыло (за год)            | 3 / 0                 |
| Родилось / умерло (за год)           | 1 / 3                 |

## Интересные факты

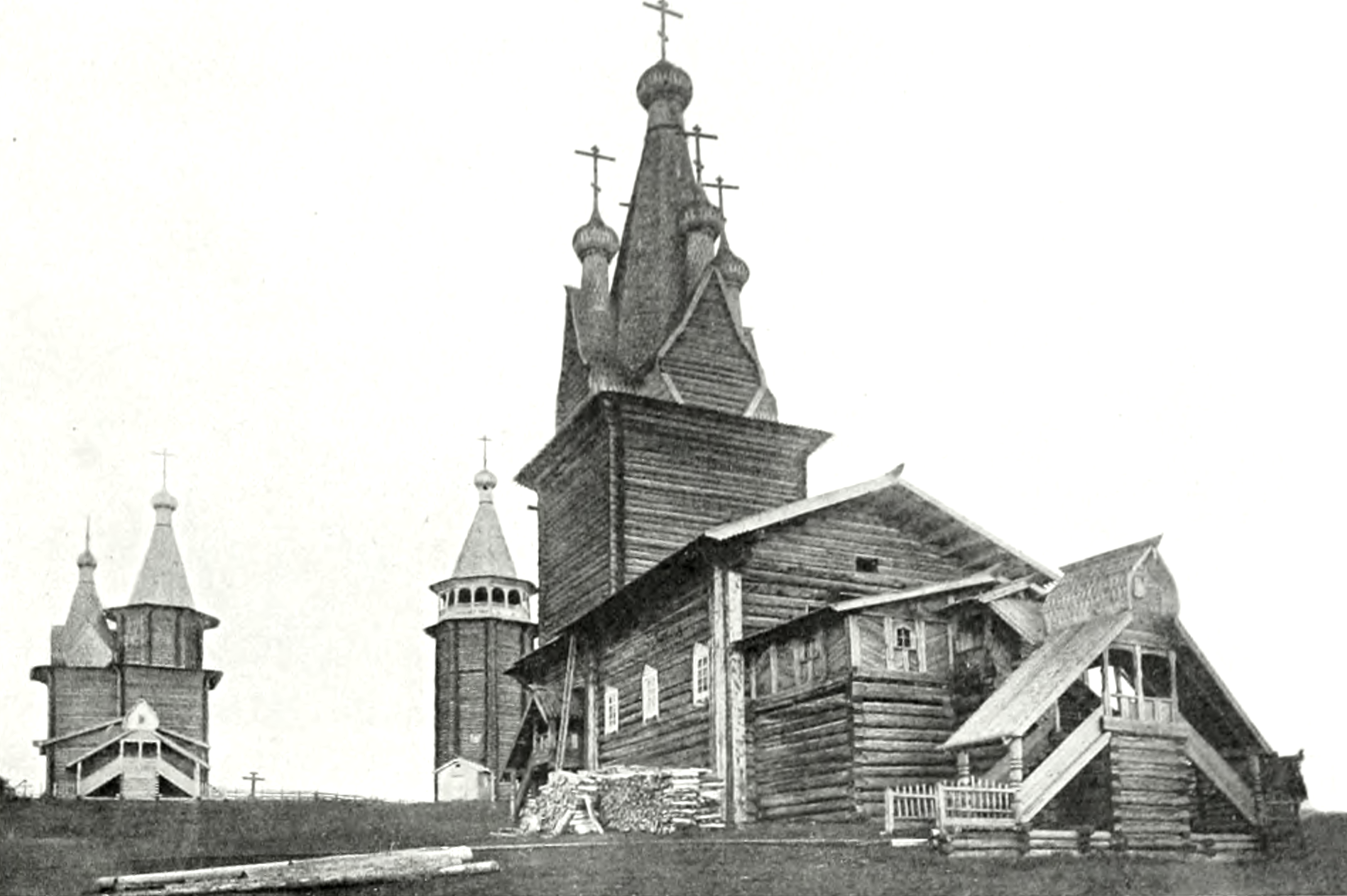
Юромский погост со стороны реки Мезень, 1896-1897. Фотограф Ф. Ф. Горностаев.

- В окрестностях Юромы была найдена небольшая сверлёная мотыга из чёрного сланца. Археологическая находка хранится в фондах Архангельского областного краеведческого музея[7]
- К середине XVIII века в Юроме сформировался церковный ансамбль Юромского-Великодворского погоста, состоявший из деревянных церквей Архангелов Михаила и Гавриила (1685) с завершением в виде шатра на крещатой бочке и двухвсходным крыльцом «на отлёте», двушатровой Пророка Илии (1743) и отдельно стоящей шатровой колокольни (1725). В литературе о русской архитектуре ансамбль села Юрома признаётся одним из живописнейших и гармонично вписанных в ландшафт[8] [9] [10]. Храмовый комплекс сгорел в 1932 году[11].
- В марте 1912 года в Юроме жил политический ссыльный К. Е. Ворошилов. В центре села в советский период был установлен мемориал «Слава героям революции» с каменным бюстом политического деятеля. Дом-пятистенок на высоком подклете, в котором К. Е. Ворошилов отбывал ссылку, впоследствии был зарегистрирован как областной памятник истории[12], функционировал как музей, а после 1957 года оказался разобран «за ветхостью»[13].

## Инфраструктура
Жилищный фонд села составляет 6,0 тыс. м², покинутые и пустующие дома — 30 % от общей площади жилищного фонда. Предприятия, организации и объекты социальной сферы, расположенные на территории населённого пункта (со среднесписочной численностью работников) на 1 января 2010 года:
- филиал ОАО «Архоблэнерго» (12);
- ПО «Усть-Вашка» (2);
- отделение связи (3);
- Администрация МО «Юромское» (3):
- юромская школа (11);
- отделение профилактики безнадзорности детей и подростков (11);
- фельдшерско-акушерский пункт (2) и др.